# Palmiro Masciarelli
Palmiro Masciarelli (Pescara, Abruços, 7 de gener de 1953) és un ciclista italià, ja retirat, que fou professional entre 1976 i 1988. És el pare dels també ciclistes professionals Simone, Andrea i Francesco Masciarelli.
En el seu palmarès destaquen dues victòries d'etapa al Giro d'Itàlia, el 1981 i 1983, i una a la Volta a Espanya, el 1984. En retirar-se com a ciclista professional passà a desenvolupar tasques directives en diferents equips italians: Jolly Componibili (1989), Gis Gelati (1990-1991), Cantina Tollo (1996-2002) i Acqua & Sapone (2004-2012).

## Palmarès
- 1972
  - 1r al Giro dels Abruços
- 1975
  - 1r al Gran Premio della Liberazione
  - 1r al Giro de les dues Províncies
- 1978
  - Vencedor d'una etapa a la Tirrena-Adriàtica
- 1980
  - Vencedor d'una etapa al Giro del Trentino
- 1981
  - Vencedor d'una etapa al Giro d'Itàlia
  - Vencedor d'una etapa al Tour de l'Aude
- 1982
  - 1r al Gran Premi de Montelupo
- 1983
  - 1r a la Coppa Bernocchi
  - Vencedor d'una etapa al Giro d'Itàlia
- 1984
  - Vencedor d'una etapa a la Volta a Espanya

### Resultats al Giro d'Itàlia
- 1978. 55è de la classificació general
- 1979. Abandona (9a etapa)
- 1980. 46è de la classificació general
- 1981. 36è de la classificació general. Vencedor d'una etapa
- 1982. 23è de la classificació general
- 1983. 33è de la classificació general. Vencedor d'una etapa
- 1984. 27è de la classificació general
- 1985. 30è de la classificació general
- 1986. 46è de la classificació general
- 1987. 110è de la classificació general
- 1988. Abandona (13a etapa)

### Resultats al Tour de França
- 1986. Abandona (16a etapa)

### Resultats a la Volta Espanya
- 1984. 35è de la classificació general. Vencedor d'una etapa